# メドゥイニ
座標: 北緯54度58分 東経35度52分 / 北緯54.967度 東経35.867度

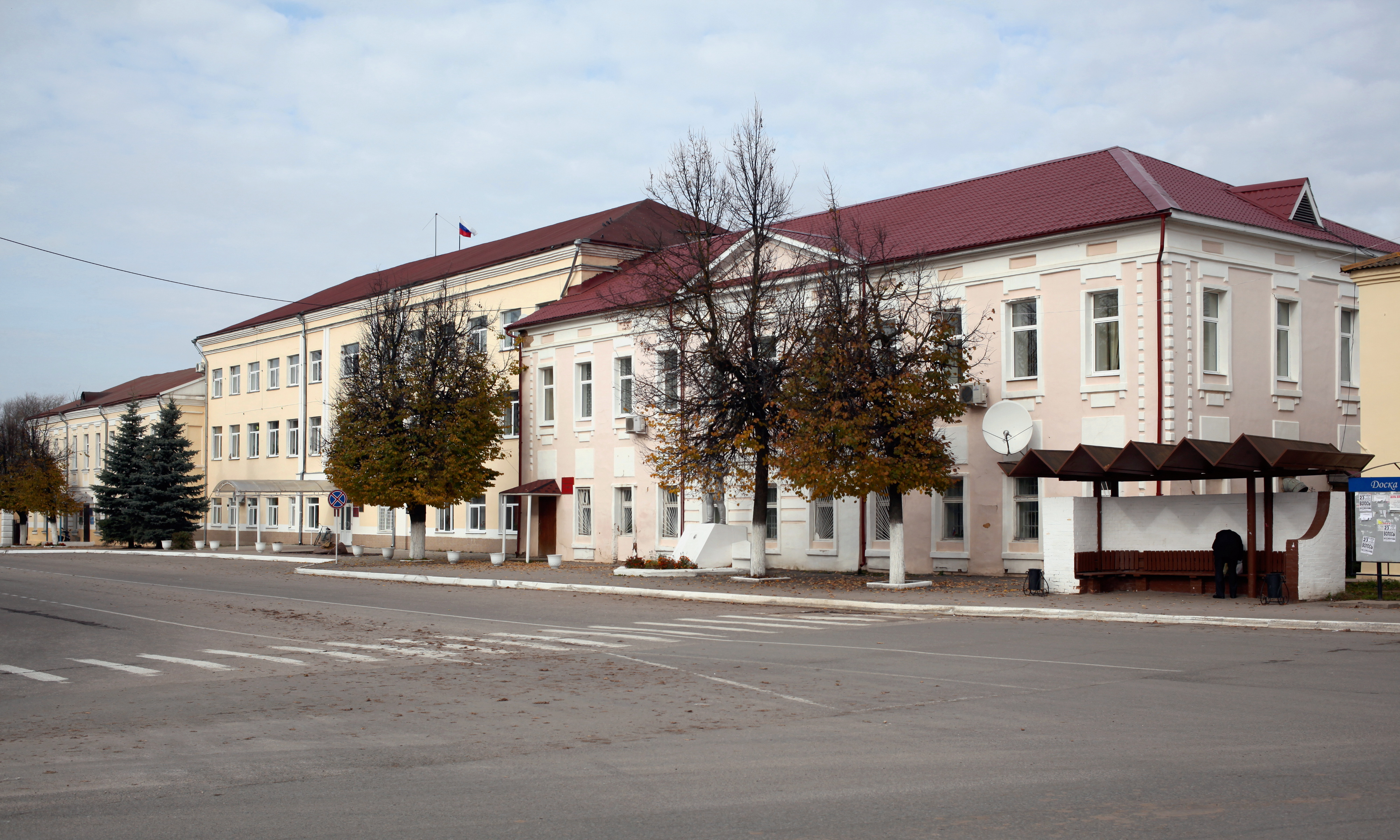

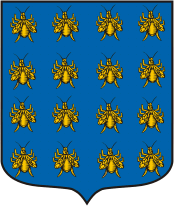
メドゥイニの紋章

メドゥイニ（ロシア語: Медынь; Medyn）はロシア連邦のカルーガ州にある町。人口は8,200人（2021年）。州都カルーガの北西60キロメートルに位置する。オカ川水系に属するメドゥインカ川（Медынка）沿いに建つ。

## 歴史
メドゥイニの名が記録に初出するのは1386年のことで、この年に「メドゥインスコエ」の村はスモレンスク公国からモスクワ大公国に譲渡された。地名の由来は、バルト語派の言語で豊かな森を表すとみられるが（例えばリトアニア語では、木のことをメディス medis という）、ロシア語で蜂蜜を意味する「mjod」に由来するという説もあり、市の紋章はミツバチをあしらっている。
1776年にはメドゥインスコエ村は市の地位を与えられ、メドゥインスク市となり、あわせて郡の行政中心地となった。
ナポレオンのロシア侵入（祖国戦争）では、この街の近くで1812年10月13日に戦闘が起こっている。前日の10月12日に東のマロヤロスラヴェツでマロヤロスラヴェツの戦いが起こり、モスクワから退却中のフランス帝国の大陸軍はロシア軍に対して大きな被害を出しつつ辛勝した。しかし翌日、大陸軍の残存する主力であった第五軍団の前衛がメドゥイニでコサック騎兵による襲撃を受けた。これは大陸軍にとって、焦土化したスモレンスク経由の道へ向かわざるを得なくなる駄目押しとなった。
第二次世界大戦の独ソ戦（大祖国戦争）では、モスクワの戦いの際に戦場となっている。1941年10月11日にドイツ国防軍により占領されたが、モスクワ付近から前線を西へ押し返しルジェフ・ヴャジマ攻勢を続ける赤軍西部戦線の反攻により1942年1月14日に解放された。

## 経済
メドゥイニ市には家具工場、繊維工場、食品工場などが立地している。
最寄の駅は、ヴャジマ・カルーガ・ウズロヴァヤ・リャジスク間の鉄道にあるミャトレヴォ駅で、15キロ西に位置している。またモスクワ・ロスラヴリを経てベラルーシ方面へ向かうA101号線が通る。